# エス・エス・ビー
株式会社エス・エス・ビー（英：SSB CO.,LTD.）は、茨城県つくば市に本社を置く日本のソフトウェア開発企業である。

## 概要
主として柔道整復師、鍼灸師、理学療法士、作業療法士向けのソフトウェアを開発・販売している。

## 事業所
- 本社
  - 茨城県つくば市榎戸748番地2 沼尻産業ビル
- 札幌営業所
  - 北海道札幌市中央区南7条西2-2 くぼたビル602
- 青森営業所
  - 青森県青森市桂木3-23-2-202
- 仙台営業所
  - 宮城県仙台市若林区卸町5-2-10 卸町斎喜ビル301号
- 北信越営業所
  - 長野県長野市西和田1-13-6 レジデンス西和田102号
- 北陸営業所
  - 石川県金沢市古府町南303-1
- 名古屋営業所
  - 愛知県名古屋市天白区一本松1-102 ハーモニー1番館A号室
- 関西営業所
  - 大阪府大阪市淀川区西中島4－13－24 花原第3ビル405号
- 中国四国営業所
  - 岡山県岡山市南区福富中1−4−5 福富グリーンビル106号
- 福岡営業所
  - 福岡県福岡市博多区博多駅南4-16-5 ル・プランタン博多101号
- 鹿児島営業所
  - 鹿児島県鹿児島市中山1-11-14

## 沿革
- 1977年6月 東京都に株式会社城システム・ビューロー設立。
- 1983年7月 茨城県に株式会社エス・エス・ビー（つくば）を設立。
- 2000年7月 株式会社城システム・ビューローの社名を株式会社エス・エス・ビー（東京）に変更。
- 2001年5月 株式会社エス・エス・ビー（つくば）・株式会社エス・エス・ビー（東京）の両社が合併、株式会社エス・エス・ビーとなる。

## 主要な製品
- 三四郎くん - 柔道整復師向け医療事務管理ソフト
- 楽々ケアプラン - 居宅介護支援事業者向け介護保険支援システムソフト
- 楽々ケアライフ - 居宅サービス提供事業者向け介護保険支援システムソフト